# Chrysomela mainensis
Chrysomela mainensis är en skalbaggsart som beskrevs av J. Bechyné 1954. Chrysomela mainensis ingår i släktet Chrysomela och familjen bladbaggar.

## Underarter
Arten delas in i följande underarter:
- C. m. mainensis
- C. m. interna
- C. m. littorea